# Jan Davidszoon de Heem
Jan Davidszoon (souvent graphié Davidsz) de Heem est un peintre néerlandais de natures mortes, né en 1606 à Utrecht et mort en 1684 à Anvers.  Il a travaillé principalement à Anvers et à Utrecht. Il s'est spécialisé dans la peinture de natures mortes, un genre dans lequel il a apporté de nombreuses innovations qui ont eu une influence cruciale sur le développement de la peinture de natures mortes néerlandaise au cours du XVIIe siècle. Ses grandes et somptueuses natures mortes, les Pronkstilleven des années 1640, ont profondément marqué les esprits. Presque tous les peintres de natures mortes du Nord ont été influencés par son travail, en particulier à Anvers, Utrecht et Leyde.

## Biographie
Il est le fils du musicien David van Antwerpen qui a été pris pour un peintre.  Jusqu'en 1625, De Heem s'appelait Van Antwerpen (d'Anvers), tout comme son père, originaire d'Anvers. Il est le père des peintres Cornelis de Heem (1631-1695) et Jan Jansz. de Heem (1650-après 1695). 
Ses premières œuvres sont dans le style de Balthasar van der Ast (1593/94-1657), son maître. Il travaille ensuite à Leyde et montre un style proche des toiles de Pieter Claesz (1595/97-1661) et de Willem Claesz Heda (1594-1680). En 1636, il s'installe à Anvers et devient citoyen de la ville en 1637.

## Œuvres

### Chronologie

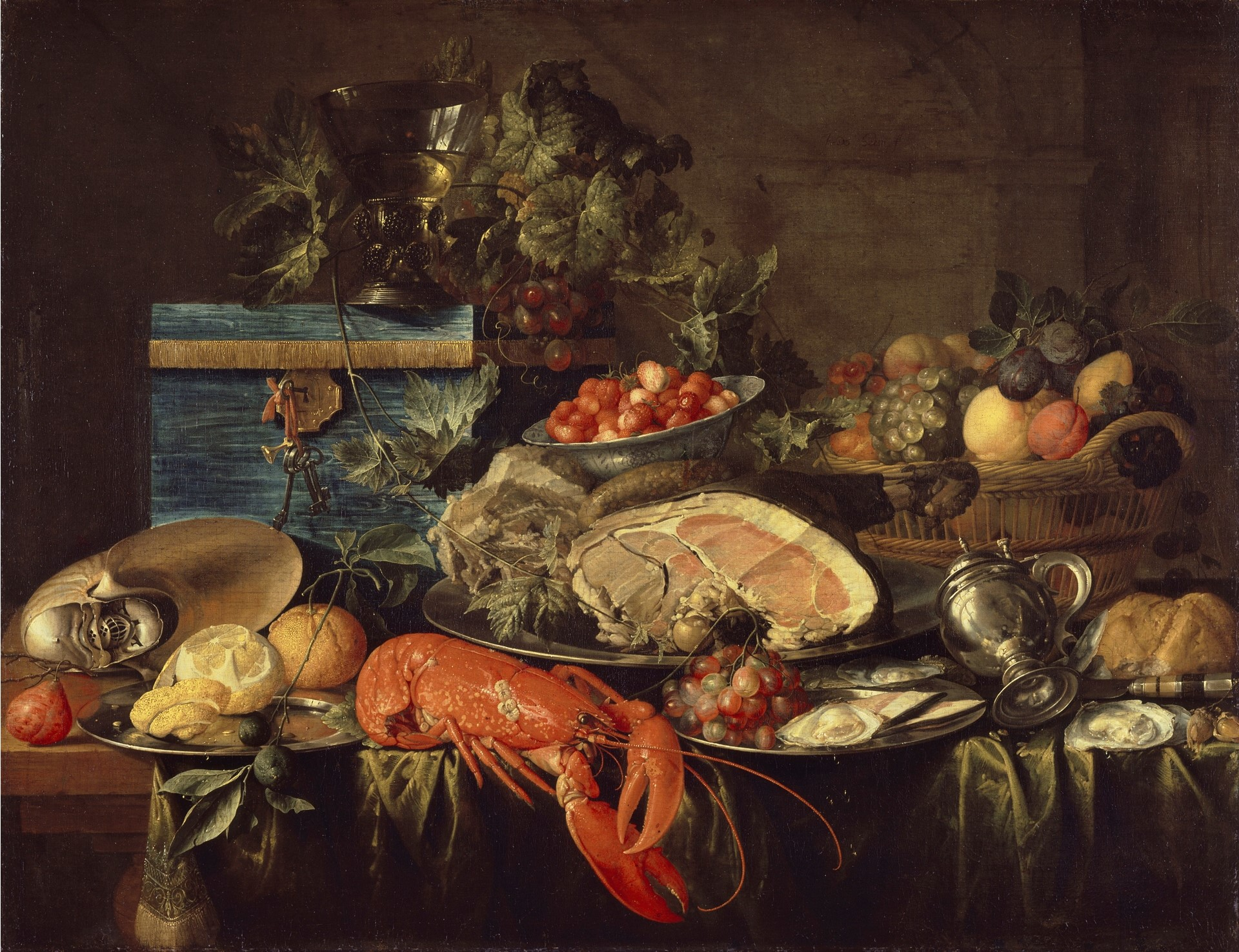
Nature morte au homard, 1643
Wallace Collection, Londres

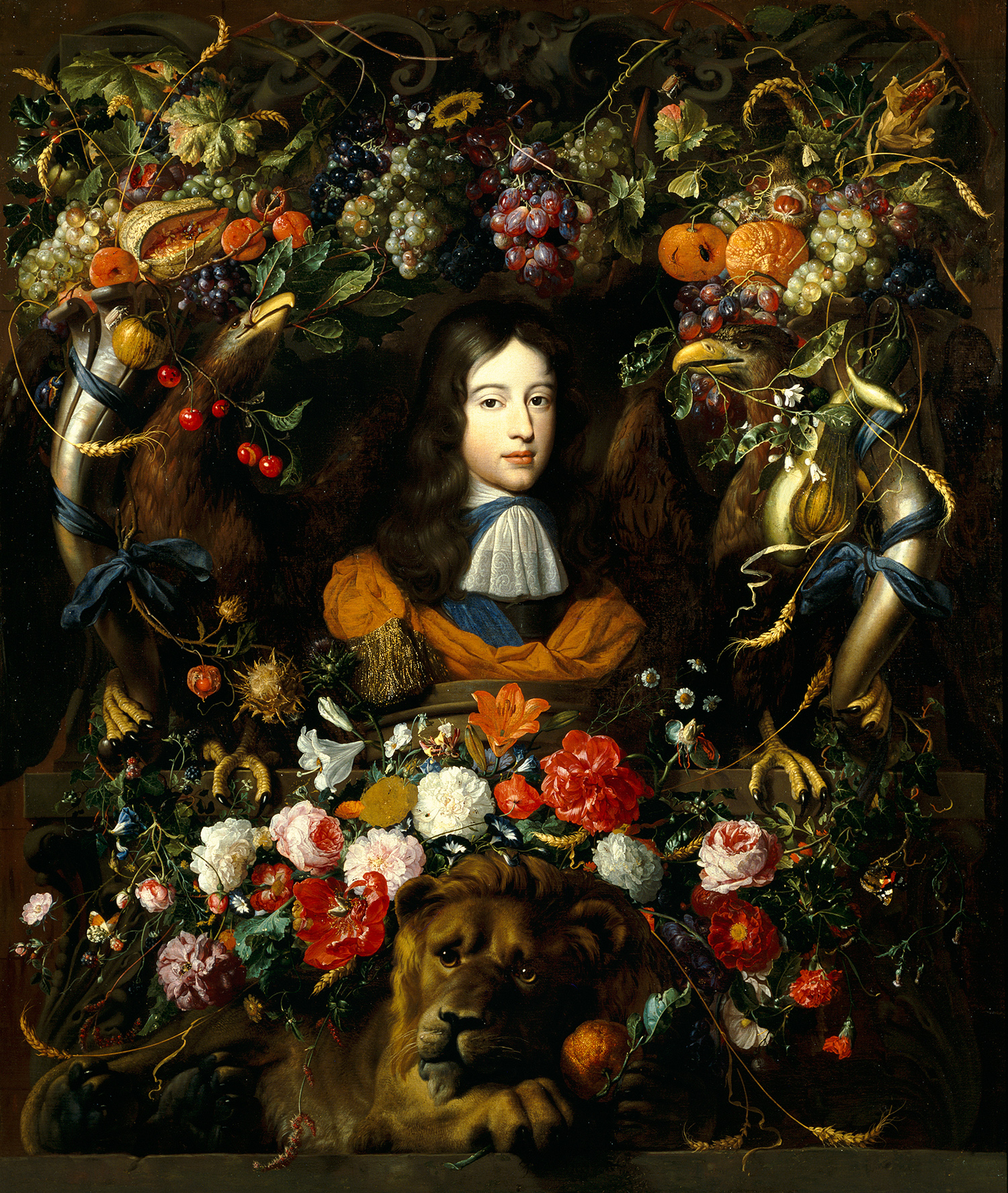
Guirlande de fleurs et de fruits avec le portrait de Guillaume III d'Orange, Vers 1661 - 1672, musée des beaux-arts de Lyon.

- 1628 : Nature morte de livres, huile sur bois, 36 × 46 cm, au Mauritshuis, à La Haye.
- 1635 : Guirlande de fruits suspendue par des rubans, huile sur toile, 75 x 60 cm, Musée de Grenoble
- 1636 : Roses, coupes et timbales avec deux verres sur une table, huile sur toile, 59 × 48 cm, musée des beaux-arts de Bordeaux.
- 1640 : Nature morte d'apparat devant une architecture ou Fruits et riche vaisselle sur une table[3], huile sur toile, 149 × 203 cm, musée du Louvre, à Paris
- 1645 : Nature morte, collection privée[4].
- 1646 : Nature morte avec une vue d'Anvers, au musée d'art de Toledo[4]
- 1648 :
  - Nature morte au homard, au musée Boijmans Von Beuningen, à Rotterdam
  - L'Eucharistie entourée d'une guirlandes de fruits, toile, 138 × 125 cm, Kunsthistorisches Museum de Vienne[5]
- 1650 : 
  - Nature morte au citron pelé, bois, 59 × 42 cm, musée du Louvre[3]
  - Nature morte aux fruits, huile sur cuivre, 75 × 62 cm, Musée des beaux-arts d'Agen (dépôt du musée du Louvre)[6]
- 1650 environ : Nature morte au pot doré, ou Nature morte avec fruits et homard[7], Gemäldegalerie (Berlin)
- 1655 :
  - Nature morte de fruits et de fleurs dans un paysage, (1655), huile sur toile, 95 × 124,5 cm,au Art Gallery and museum de Cheltenham
  - Fruits et Fleurs, musée de l'Ermitage, Saint Petersbourg. Collection de Catherine II[8]
- 1658 : Nature morte de fruits et légumes avec un pot dans un paysage, au musée Städel, à Francfort-sur-le-Main
- années 1660 : Guirlande de fleurs et de fruits, huile sur toile, 57 × 81 cm, Galerie Palatine, palais Pitti, Florence. Collection du prince Ferdinand III de Médicis[9]
- 1659 : Nature morte de fruits et fruits de mer, huile sur bois, 64 × 46 cm, Musée Fabre, Montpellier[10]
- 1661-1662 : Guirlande de fleurs et de fruits avec le portrait de Guillaume III d'Orange, huile sur toile, 134 × 114 cm, au musée des beaux-arts de Lyon
- 1667-1669 : Nature morte aux fleurs et fruits, huile sur toile, 60 × 73 cm, Galerie Palatine, palais Pitti, Florence. Achetée par Cosme III de Médicis[9]
- 1670 environ : Vase avec fleurs, huile sur toile, 74,2 × 52,6 cm, au Mauritshuis, à La Haye.

### Lieux de conservation
en France :
- Grappe de fruits, huile sur toile, 35 × 25 cm, au musée des beaux-arts, à Rouen.
- La Nature morte au homard[11] attribuée à Jan Davidsz de Heem, fait partie de la collection du musée Jeanne-d'Aboville de La Fère, dans l'Aisne.

Collections privées :
- Vase de fleurs[4]
- Nature morte aux fleurs et aux fruits sur une console de pierre, c. 1674, huile sur toile, 87,3 × 67,2 cm[12]

## Galerie

Vase de fleurs, v. 1645 National Gallery of Art, Washington
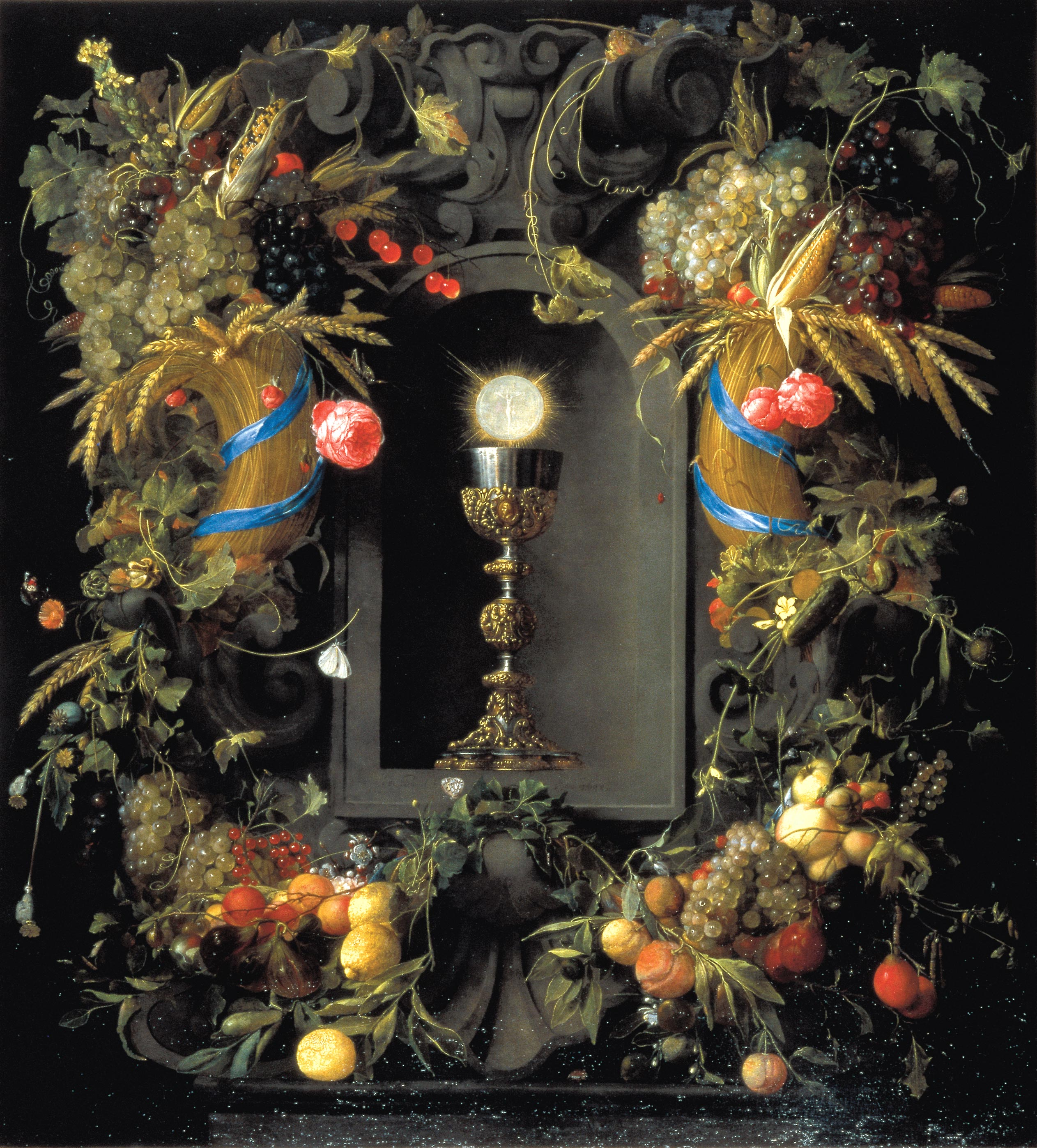
Eucharistie dans une guirlande, 1648 Kunsthistorisches Museum
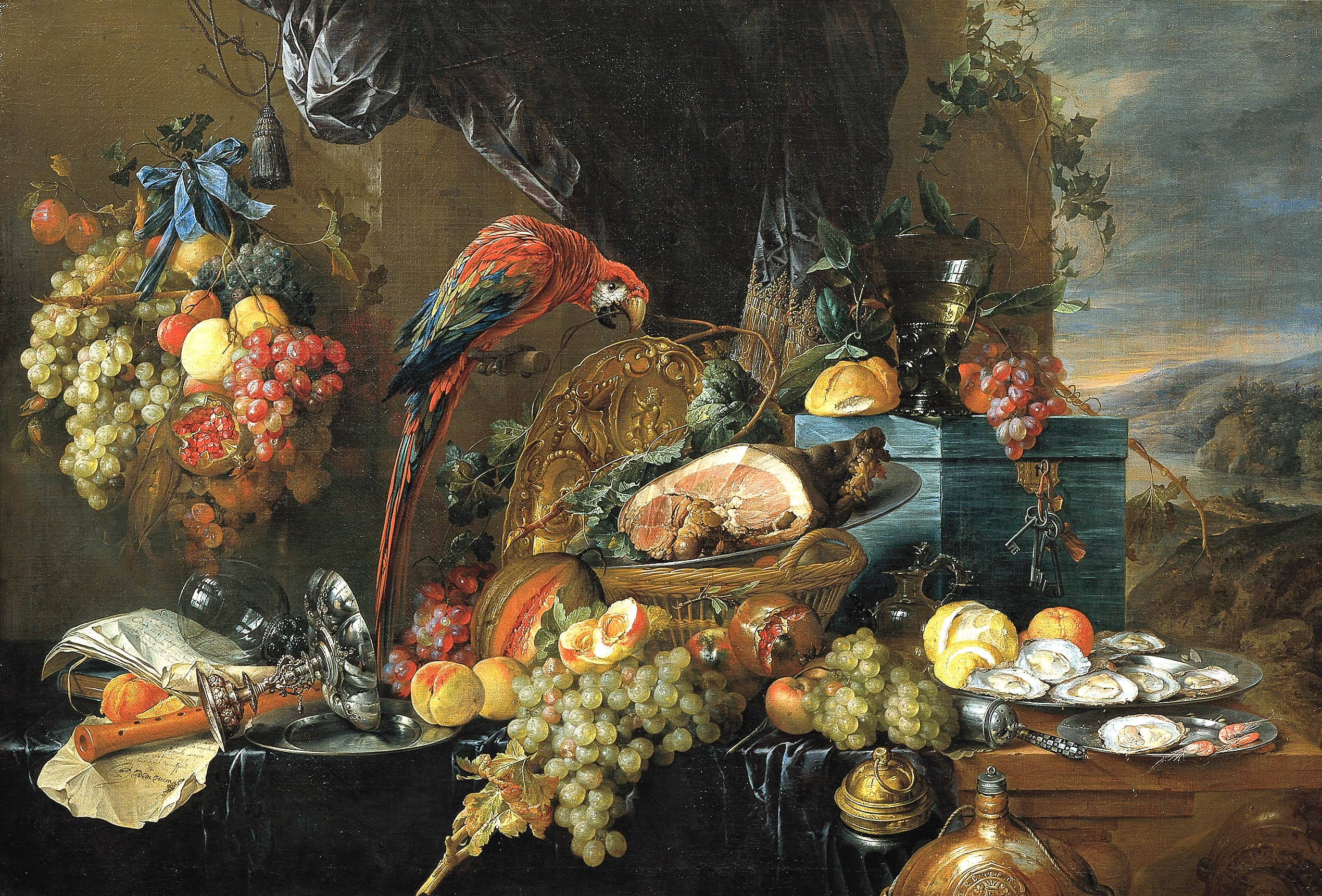
Table d'aparat avec perroquets, v. 1650 Kunsthistorisches Museum
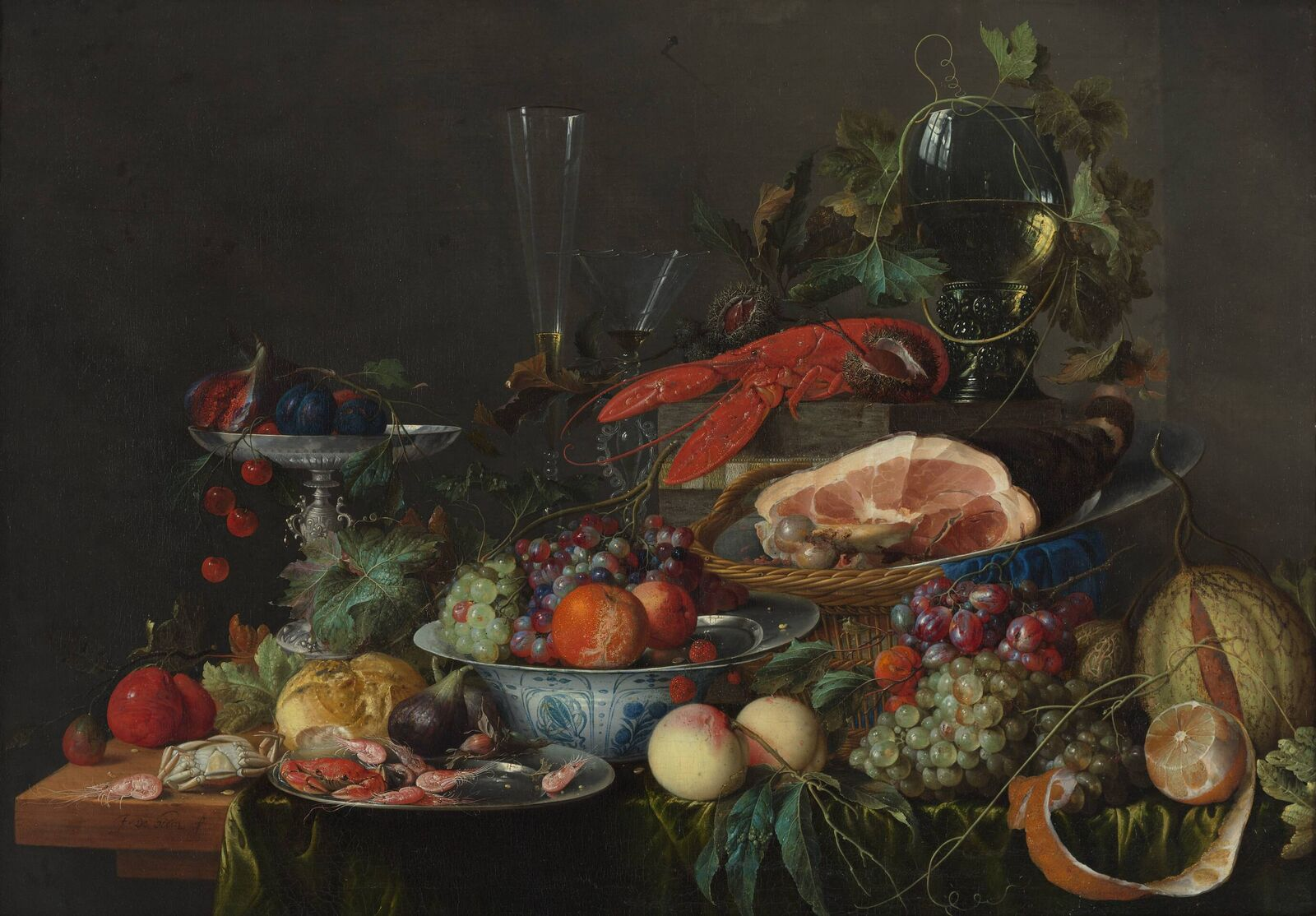
Jambon, homard et fruits, v. 1653 Musée Boijmans Van Beuningen
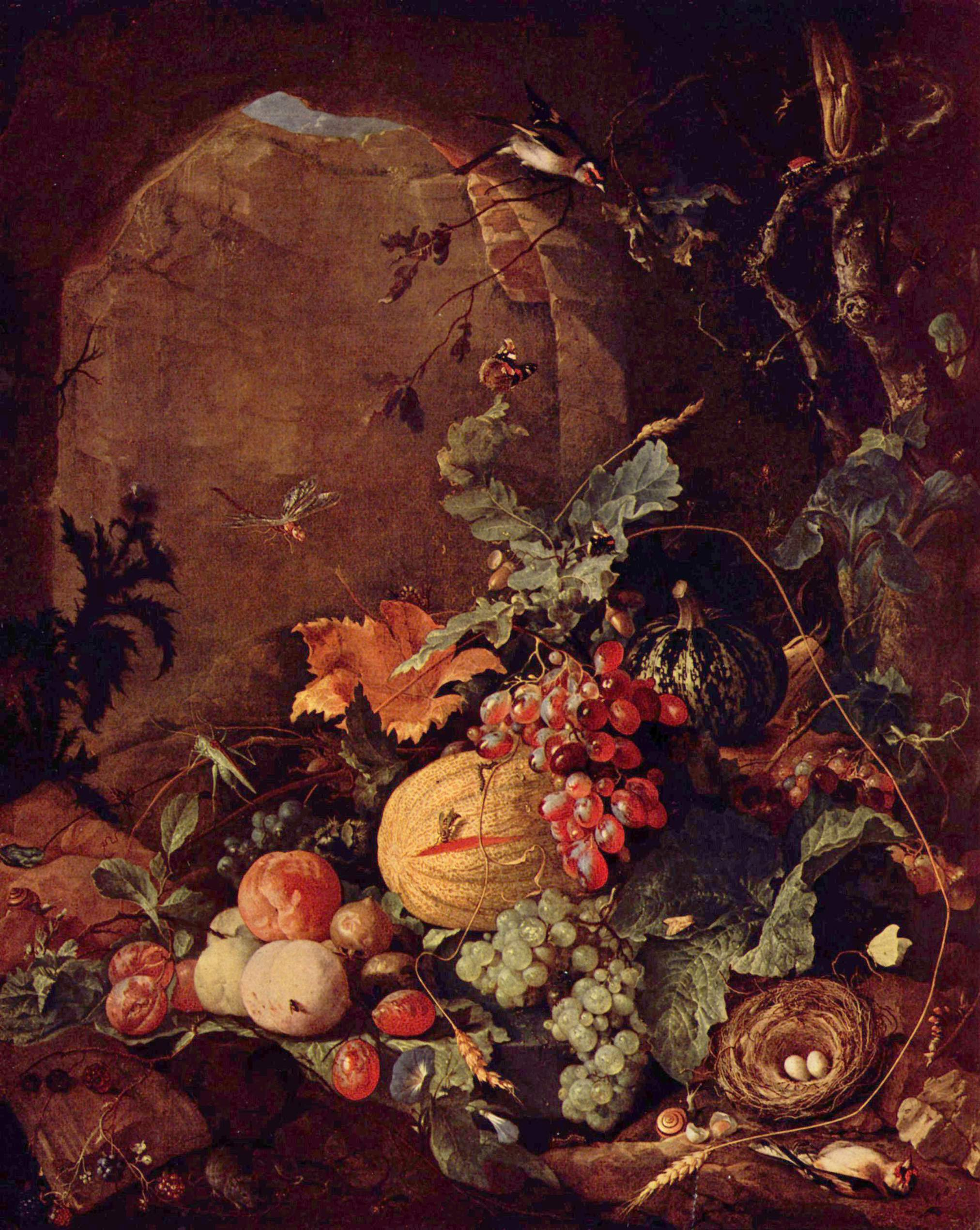
Grande nature morte avec nid d'oiseau Gemäldegalerie Alte Meister, Dresde
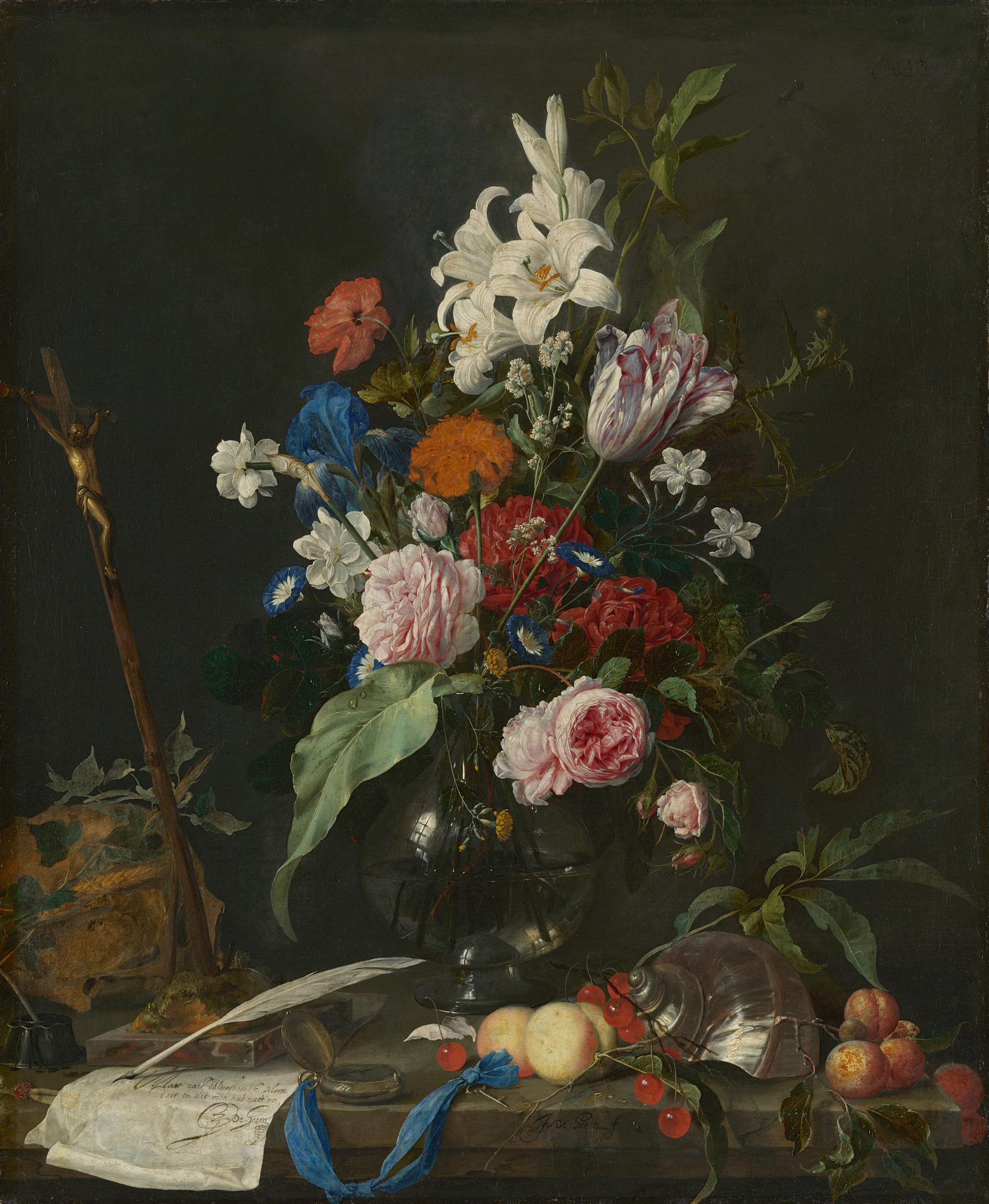
Bouquet dans un vase en verre, crucifix et crâne, Alte Pinakothek, Munich